# 10047 Davidchapman
10047 Davidchapman este o planetă minoră (asteroid), cu un diametru de 4,771 km, din centura de asteroizi. A fost descoperită pe 28 august 1986 la Observatorul La Silla de Henri Debehogne. 
Obiectul prezintă o orbită caracterizată de o semiaxă mare de 2,345094 UAi, o excentricitate de 0,05, o înclinație de 14,22514 ° în raport cu ecliptica.